# مدیریت علمی
' مدیریت علمی'
از اواخر قرن چهاردهم هجری شمسی مقارن با اواخر قرن نوزدهم میلادی، گروهی تلاش کرده‌اند اصول مدیریت را با به کارگیری روش‌های مهندسی در طراحی شغل علمی‌تر سازند. این گروه تلاش خود را بر طراحی اثر بخشی کارکنان متمرکز کرده‌اند.
در واقع جستجو در جهت یافتن روش‌های اثربخش و کارا در سازمان‌ها موجب ظهور مکتب کلاسیک در مدیریت شد که به تدوین مدیریت علمی به دست فردریک وینسلو تیلور انجامید این مکتب بر نگرش سازمانی بر مبنای تقسیم کار و تخصص، با توجه  به سلسله  مراتب اداری تأکید دارد. وی مدیریت علمی را تحت چهار اصل ارائه کرده‌است.

## چهار اصل مدیریت Such
۱- جایگزینی علم با قوانین سر انگشتی
۲- انتخاب دقیق کارکنان بر اساس شایستگی و آموزش و توسعه آنها
۳- تهیه Colchester کامل انجام کار و نظارت هر کارگر بر عملکرد خاص هر کار
۴- تقسیم  مسؤلیت‌ها بین مدیران و کارکنان به نحوی که مدیران اصول مدیریت علمی را در برنامه‌ریزی کارها به کار برده و کارگران آن کارها را انجام دهند.
مکتب مدیریت علمی که به نام بنیان‌گذار آن فردریک وینسلوتیلور معروف شد
اولین حرکت مشخص در زمینه تدوین پایه‌های تئوری مدیریت علمی در آمریکا و
جهان غرب به‌حساب می‌آید
فلسفه تیلوریسم سازمان و مدیریت بر پایه نگرشی تک‌بعدی به انسان به‌عنوان
موجودی اقتصادی استوار است.
در چنین مکتبی می‌توان با تشخیص  روش‌های مختلف انجام هر کاری و به کار بردن
فنون و تکنیک‌های مربوط به کار سنجی، بهترین طریق انجام هر کاری را کشف
کرد. تیلور کلید عوامل مختلفی که می‌توانستند در باره کار مؤثر باشند از
قبیل خصوصیات نیروی کارگران، عوامل محیط باز، ابزار و ادوات کار و بالاخره
روش‌های گوناگون انجام کار را تعیین نموده و اندازه‌گیری کرد. هدف اصلی
مدیریت علمی تیلور، افزایش کارایی خصوصاً در سطح کارگاه بوده‌است. او اعتقاد
دارد که به جای حدس و گمان باید اطلاعات صحیح و واقعی و علمی درباره
ماهیت امور جمع‌آوری کرده و آن‌ها را اساس و پایه حل مسئله و مشکلات
سازمانی و مدیریت قرار داد.
در کل در نظریه تیلور باید تماماً کارهای فرعی را حذف کرده و به جای آن فقط
به کار اصلی پرداخت.
به عنوان مثال: اگر کارگری موظف است در طی روز تعدادی جعبه جابه جا کند در
نظریه تیلور برای افزایش کارایی به افزایش تعداد جعبه‌های جا به جا شده
فرد می‌کند. یعنی اگر کارگر در حالت عادی در هر روز ۲۰ جعبه جابه جا می‌کند
با استفاده از این نظریه می‌توان کارایی آن را افزایش داد به گونه‌ای که باید
فرصت‌های استراحت حذف شود و صرفاً در ساعت کار با اعمال ابزارهای مختلف به
کارگر فشار آورد تا افزایش کارایی داشته باشد.
در واقع اگر خوب نگاه کنیم، این مکتب‌ها به دنبال منافع کارفرما هستند و
نه کارگر. کارگر تیلوری، کارگری فاقد هرگونه خلّاقیّت است.
مهمترین وسیله هم برای رسیدن به این هدف، پاداش شخصی نقدی و پول است.
امروزه بسیاری از فرضیّات تیلور زیر سؤال رفته است. مثلاً خیلی ساده نمی‌توان
گفت که پاداش‌های اقتصادی و پول انگیز، محرک انسان‌ها برای کار است.
انگیزه‌های انسانی، ماهیّتی پیچیده دارند و نمی‌توان با ساده‌انگاری و با
مادی انگاشتن آنها، انگیزه‌ها را به وجه اقتصادیشان تقلیل داد. ضمن
اینکه، فرض دیگر او مبنی بر اینکه مردم در انجام وظایف شغلیشان خواستار
رضایت شخصی هستند و آن را برتر از اتحاد با همکاران می‌دانند، نیز مورد
پرسش جدی قرار گرفت و مکتب دیگری به اسم مکتب روابط انسانی پا گرفت که
نظری خلاف این فرض تیلور داشت.

## محدودیت‌های الگوی تیلوریسم
عبارت از شاخصه‌های است که تیلور و محققان مدیریت بعد از وی نظر به مشاغل در نظر گرفته‌اند.

## ۱-عدم توجه به احساسات و عواطف انسانها و نقش گروه در رفتار سازمانی
هر نظریه سازمانی در مورد رفتار انسان در محیط سازمان به‌طور مستقیم و یا
غیر مستقیم بر مفروضات یا مدلی استوار است. مدل تیلور مدل ماشینی
است. تیلور و بسیاری از پیروانش به حرفه مهندسی اشتغال داشته‌اند سازمان
را از دیدگاه مهندسی مورد بررسی قرار داده‌اند. آن‌ها انسان را مانند وسیله و ابزار تولید تلقی می‌کردند. در چنین قالبی توجهی به احساسات، عواطف، خلق و خو، طرز برداشت و منظور و مقصود شخصی و خصوصی فرد نمی‌شود.

## ۲-اعتماد به بهترین راه انجام کار
انسان‌ها به علت زندگی در جوامع مختلف با هم متفاوتند. خصوصیات انسان‌ها
یکسان و برابر نیست به علاوه هیچ‌گاه موقعیت‌ها و مشکلات سازمانی آنها
باهم مشابه نمی‌باشند. پس چگونه می‌توان بهترین روش انجام کار واحدی را
برای همه کارکنان تحت اوضاع و احوال زمانی و مکانی ارائه نمود؟

## ۳-پاداش مالی به عنوان مؤثرترین عامل انگیزه و عدم توجه به عوامل و ملاحظات گروهی و اجتماعی
اما این امر در مورد امور معنوی گاهی اثری معکوس خواهد داشت·